# Freesco

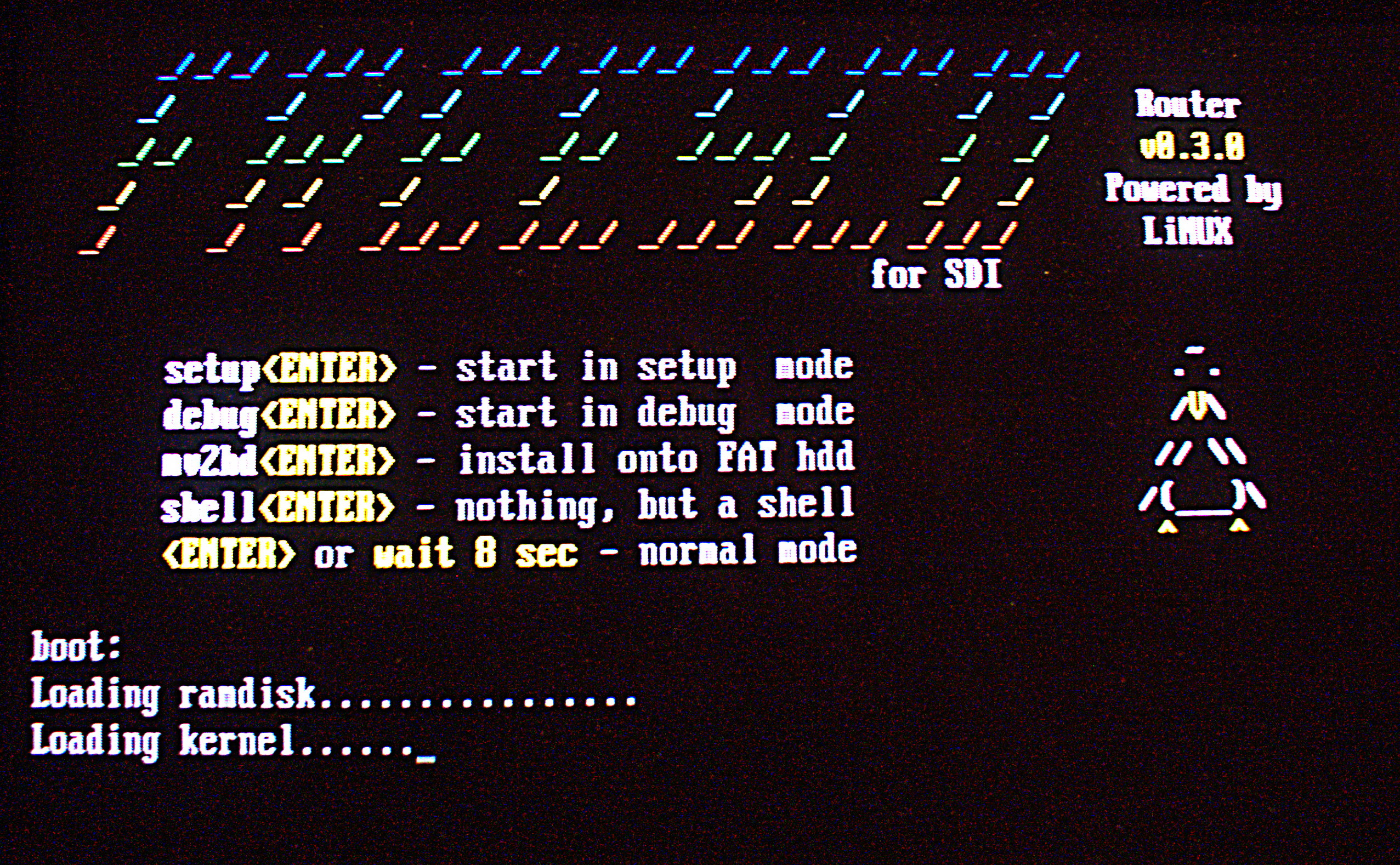
L'écran de démarrage de Freesco

Freesco (qui vient de FREE ciSCO) est une distribution Linux très petite (mini Linux), destinée à être utilisée comme pare-feu/routeur, ce qui permet le partage d'une connexion Internet entre plusieurs ordinateurs d'un même réseau local. Elle pouvait être stockée sur une simple disquette 1,44 Mo, et nécessite un minimum de 8 Mo de RAM.